# قوای سه‌گانه ایران
قوای سه‌گانه یا قوای حاکم در جمهوری اسلامی ایران، بر طبق اصل پنجاه و هفت قانون اساسی جمهوری اسلامی ایران عبارتند از: قوه مقننه جمهوری اسلامی ایران، قوه مجریه جمهوری اسلامی ایران و قوه قضائیه جمهوری اسلامی ایران.
این قوا زیر نظر مقام رهبری و مستقل از یکدیگر برطبق اصول قانون اساسی فعالیت می‌کنند.

## رؤسا
| رئیس قوه مجریه | رئیس قوه مجریه                   | قوه مقننه                       | قوه مقننه                      | قوه مقننه                            | قوه مقننه                   | رئیس قوه قضائیه | رئیس قوه قضائیه         |
| رئیس قوه مجریه | رئیس قوه مجریه                   | رئیس مجلس                       | رئیس مجلس                      | دبیر شورای نگهبان                    | دبیر شورای نگهبان           | رئیس قوه قضائیه | رئیس قوه قضائیه         |
| -------------- | -------------------------------- | ------------------------------- | ------------------------------ | ------------------------------------ | --------------------------- | --------------- | ----------------------- |
|                | مهدی بازرگان۱۳۵۸–۱۳۵۷            | —                               | —                              | —                                    | —                           |                 | سید مهدی سجادیان۱۳۵۸    |
| —              |                                  | —                               | —                              | —                                    | —                           |                 | سید مهدی سجادیان۱۳۵۸    |
|                | محمدعلی رجایی۱۳۶۰–۱۳۵۹           |                                 | اکبر هاشمی رفسنجانی۱۳۶۸–۱۳۵۹   |                                      | محمدرضا مهدوی کنیسرپرست۱۳۵۹ |                 | سید محمد بهشتی۱۳۶۰–۱۳۵۸ |
|                | محمدعلی رجایی۱۳۶۰–۱۳۵۹           | لطف‌الله صافی گلپایگانی۱۳۶۷–۱۳۵۹ | اکبر هاشمی رفسنجانی۱۳۶۸–۱۳۵۹   |                                      |                             |                 | سید محمد بهشتی۱۳۶۰–۱۳۵۸ |
|                | محمدجواد باهنر۱۳۶۰               |                                 | اکبر هاشمی رفسنجانی۱۳۶۸–۱۳۵۹   | سید عبدالکریم موسوی اردبیلی۱۳۶۸–۱۳۶۰ |                             |                 |                         |
|                | محمدرضا مهدوی کنی۱۳۶۰            |                                 | اکبر هاشمی رفسنجانی۱۳۶۸–۱۳۵۹   | سید عبدالکریم موسوی اردبیلی۱۳۶۸–۱۳۶۰ |                             |                 |                         |
|                | میرحسین موسوی۱۳۶۸–۱۳۶۰           |                                 | اکبر هاشمی رفسنجانی۱۳۶۸–۱۳۵۹   | سید عبدالکریم موسوی اردبیلی۱۳۶۸–۱۳۶۰ |                             |                 |                         |
|                |                                  |                                 | اکبر هاشمی رفسنجانی۱۳۶۸–۱۳۵۹   | سید عبدالکریم موسوی اردبیلی۱۳۶۸–۱۳۶۰ | محمد محمدی گیلانی۱۳۷۱–۱۳۶۷  |                 |                         |
|                | اکبر هاشمی رفسنجانی۱۳۷۶–۱۳۶۸     |                                 | مهدی کروبی۱۳۷۱–۱۳۶۸            |                                      | محمد یزدی۱۳۷۸–۱۳۶۸          |                 |                         |
|                | اکبر هاشمی رفسنجانی۱۳۷۶–۱۳۶۸     | علی‌اکبر ناطق نوری۱۳۷۹–۱۳۷۱      |                                | احمد جنتیاکنون–۱۳۷۱                  | محمد یزدی۱۳۷۸–۱۳۶۸          |                 |                         |
|                | سید محمد خاتمی۱۳۸۴–۱۳۷۶          | علی‌اکبر ناطق نوری۱۳۷۹–۱۳۷۱      |                                | احمد جنتیاکنون–۱۳۷۱                  | محمد یزدی۱۳۷۸–۱۳۶۸          |                 |                         |
|                | سید محمود هاشمی شاهرودی۱۳۸۸–۱۳۷۸ | علی‌اکبر ناطق نوری۱۳۷۹–۱۳۷۱      |                                | احمد جنتیاکنون–۱۳۷۱                  |                             |                 |                         |
|                | مهدی کروبی۱۳۸۳–۱۳۷۹              |                                 |                                | احمد جنتیاکنون–۱۳۷۱                  |                             |                 |                         |
|                | غلامعلی حداد عادل۱۳۸۷–۱۳۸۳       |                                 |                                | احمد جنتیاکنون–۱۳۷۱                  |                             |                 |                         |
|                | محمود احمدی‌نژاد۱۳۹۲–۱۳۸۴         |                                 |                                | احمد جنتیاکنون–۱۳۷۱                  |                             |                 |                         |
|                | علی لاریجانی۱۳۹۹–۱۳۸۷            |                                 |                                | احمد جنتیاکنون–۱۳۷۱                  |                             |                 |                         |
|                | صادق لاریجانی۱۳۹۸–۱۳۸۸           |                                 |                                | احمد جنتیاکنون–۱۳۷۱                  |                             |                 |                         |
|                | حسن روحانی۱۴۰۰–۱۳۹۲              |                                 |                                | احمد جنتیاکنون–۱۳۷۱                  |                             |                 |                         |
|                | سید ابراهیم رئیسی۱۴۰۰–۱۳۹۸       |                                 |                                | احمد جنتیاکنون–۱۳۷۱                  |                             |                 |                         |
|                | محمدباقر قالیبافاکنون–۱۳۹۹       |                                 |                                | احمد جنتیاکنون–۱۳۷۱                  |                             |                 |                         |
|                | سید ابراهیم رئیسی۱۴۰۳–۱۴۰۰       |                                 | غلامحسین محسنی اژه‌ایاکنون–۱۴۰۰ | احمد جنتیاکنون–۱۳۷۱                  |                             |                 |                         |
|                | مسعود پزشکیاناکنون–۱۴۰۳          |                                 | غلامحسین محسنی اژه‌ایاکنون–۱۴۰۰ | احمد جنتیاکنون–۱۳۷۱                  |                             |                 |                         |